# Fantasia (KAT-TUNのアルバム)
『Fantasia』（ファンタジア）は、KAT-TUNのオリジナル・アルバム（フルアルバムとしては11作目、通算では12作目）。2023年2月15日にJ Stormから発売された。

## 概要
11枚目のオリジナル・フルアルバムであり、初回限定盤1、初回限定盤2、通常盤の3種類で発売された。
本作には、2022年10月10日に配信されたデジタルシングル「ゼロからイチヘ」に加え、リード曲「Fantasia」をはじめとする、計18曲が収録されている。
本作のテーマは「ジャンルレス」。リード曲「Fantasia」は、魅力的な女性に翻弄される男性の心情を表現した曲で、パフォーマンスは「10年に一度のダンス量」ともうたわれている。通常盤には、中丸雄一が作詞を手掛け、KAT-TUNのライブでの“あるある”が詰め込んでコミカルに仕上げられた「KAT-TUNの現場」が収録されている。
2023年1月1日よりYouTubeにて「ゼロからイチヘ」のMVが公開され、1月12日21時には、リード曲「Fantasia」のMVもYouTubeでプレミア公開された。
発売日である2月15日より、デジタルアルバム『Fantasia（Selected Edition）』のダウンロード、ストリーミング計11曲が各音楽配信サイトにて配信された。
2023年2月15日から3月7日まで、マクドナルドの店内BGM『ミュージックバリュー』にて、「Fantasia」、「Love Lots Together」と「ゼロからイチヘ」の計3曲がセレクトして配信された。
また、本作を携えた全国ツアー『KAT-TUN LIVE TOUR 2023 Fantasia』が、2023年2月から5月にかけて全20公演行われた。
また、3月31日をもってKAT-TUNが解散を発表した為、最後の音楽作品およびアルバムとなった。

## チャート成績
初週9.7万枚を売り上げ、2023年2月21日発表の「オリコン週間アルバムランキング」では初登場1位を記録し、1stアルバム『Best of KAT-TUN』から13作連続となる1位を獲得した。また、「オリコン週間合算アルバムランキング」でも、前作『Honey』に続き、通算3作目の1位を獲得した。
2023年2月22日（集計期間：2023年2月13日 - 2月19日）に公開された総合アルバムチャート「Billboard Japan Hot Albums」にて、98,710枚でCDセールス1位、1,438DLでダウンロード2位、総合1位を獲得した。

## 収録曲

### CD

#### 通常盤
1. DIRTY LUV
作詞：Komei Kobayashi、作曲・編曲：Tommy Clint
2. Wild Rose
作詞：RUCCA、作曲：Joe Lawrence, Kieran Davis、編曲：Joe Lawrence
3. Fantasia
作詞：Funk Uchino、作曲：Erik Lidbom, Nils Rulewski Stenberg, CR, SB、編曲：Erik Lidbom, Nils Rulewski Stenberg
  - リード曲
4. Love Lots Together
作詞：KAHLUA、作曲：Manabu Marutani, Command Freaks、編曲：Command Freaks
5. Perfect Date
作詞：Funk Uchino、作曲：Didrik Thott, Sebastian Thott, Andreas Ohrn、編曲：Sebastian Thott
6. Lament
作詞：RUCCA、作曲：Chris Meyer, 8on、編曲：8on
7. Sail on earth
作詞：FOREST YOUNG、作曲：Erik Lidbom, Nils Rulewski Stenberg、編曲：Nils Rulewski Stenberg
8. FLIGHT
作詞：柿沼雅美（Relic Lyric, inc.）、作曲：Chris Wahle, Didrik Thott、編曲：Chris Wahle
9. ゼロからイチへ
作詞・作曲：水野良樹、編曲：TAKAROT
  - 日本テレビ系プロ野球中継「DRAMATIC BASEBALL 2022」第2弾イメージソング
  - 日本テレビ系「Going!Sports&News」テーマソング
  - 2022年10月10日に配信されたデジタルシングル
10. ELIZA
作詞：RUCCA、作曲・編曲：Erik Lidbom, Nils Rulewski Stenberg
11. Kissing your hurts
作詞：FOREST YOUNG、作曲：Daniel Sherman, Andy Gilbert, Tania Foster、編曲：Daniel Sherman, Andy Gilbert, Masaki Tomiyama
12. 未完成な（亀梨和也ソロ曲）
作詞：大貫亜美、作曲・編曲：UTA
13. ユダ（上田竜也ソロ曲）
作詞：上田竜也, TEEDA（BACK-ON）、作曲・編曲：Andreas Ohrn
14. New sight（中丸雄一ソロ曲）
作詞：中丸雄一、作曲：Ninos Hanna, earattack, Christian Fast、編曲：earattack
15. KAT-TUN の現場
作詞：中丸雄一、作曲：Henrik Nordenback, Christian Fast, Jimmy Claeson、編曲：Henrik Nordenback

#### 初回限定盤1
1. DIRTY LUV
2. Wild Rose
3. Fantasia
4. Love Lots Together
5. Perfect Date
6. Lament
7. Sail on earth
8. FLIGHT
9. ゼロからイチへ
10. ELIZA
11. Kissing your hurts
12. 透明な朝
作詞・作曲・編曲：KEI YOSHIKAWA
13. 夢で逢いたい
作詞：KAHLUA、作曲・編曲：Erik Lidbom

#### 初回限定盤2
1. DIRTY LUV
2. Wild Rose
3. Fantasia
4. Love Lots Together
5. Perfect Date
6. Lament
7. Sail on earth
8. FLIGHT
9. ゼロからイチへ
10. ELIZA
11. Kissing your hurts
12. 窓を開けて
作詞・作曲・編曲：Ryo Mizutani

### DVD・Blu-ray

#### 初回限定盤1
1. 「Fantasia」 Music Video + Making

#### 初回限定盤2
1. 「Love Lots Together」 Music Video + Making
2. 「ゼロからイチへ」 Music Video

### DIGITAL 『Fantasia (Selected Edition)』
1. DIRTY LUV
2. Wild Rose
3. Fantasia
4. Love Lots Together
5. Perfect Date
6. Lament
7. Sail on earth
8. FLIGHT
9. ゼロからイチへ
10. ELIZA
11. Kissing your hurts

## 特典
初回限定盤1、初回限定盤2、通常盤のCDケース付属の帯裏に記載されているユーザーコードを登録することで、以下のリリース記念企画に応募可能。
- A賞：KAT-TUN「Fantasia」リリース記念スペシャルイベント
  - 2023年5月20日：大阪府内某所（400名）
  - 2023年5月21日：東京都内某所（400名）
- B賞：KAT-TUN「Fantasia」オリジナルレザーフォトフレームプレゼント（300名）

### 仕様・封入特典
初回限定盤1
- 三方背デジパック仕様
- 60P歌詞ブックレット

初回限定盤2
- 28P歌詞ブックレット

通常盤
- 32P歌詞ブックレット